# Mecysmauchenius platnicki
Espèce
Mecysmauchenius platnicki est une espèce d'araignées aranéomorphes de la famille des Mecysmaucheniidae.

## Distribution
Cette espèce est endémique de la région d'Araucanie au Chili,. Elle se rencontre dans la province de Malleco.

## Étymologie
Cette espèce est nommée en l'honneur de Norman I. Platnick.

## Publication originale
- Grismado & Ramírez, 2005 : Nuevas especies de la familia Mecysmaucheniidae (Araneae) de Chile y Argentina. Biota Neotropica, vol. 5, no 1a, p. 1-4 (texte intégral).